# 芝蘭一堡
芝蘭一堡，是台灣北部自清治時期至日治初期的一個行政區劃，其範圍包括今臺北市的內湖區全部，士林區絕大部分地區，北投區南端洲尾庄，以及中山區北部大直庄。
芝蘭一堡西邊為芝蘭二堡，東北邊為金包里堡，東邊為石碇堡，南邊為大加蚋堡，西南邊為興直堡。

## 管轄街庄
芝蘭一堡共轄21個街庄：
- 今內湖區境內：北勢湖庄、內湖庄、里族庄
- 今士林區境內：社仔庄、溪洲底庄、士林街、林仔口庄、福德洋庄、石角庄、湳雅庄、三角埔庄、東勢庄、公館地庄、永福庄、雙溪庄、坪頂庄、菁礐庄、草山庄、七股庄
- 今北投區境內：洲尾庄
- 今中山區境內：大直庄